# Leamington (Ontario)
Leamington to miejscowość (ang. town) w Kanadzie, w prowincji Ontario, w hrabstwie Essex.
Powierzchnia Leamington to 262,45 km².
Według danych spisu powszechnego z roku 2001 Leamington liczy 27 138 mieszkańców (103,40 os./km²).